# Magnus Stifter
Magnus Stifter (23 de janeiro de 1878 — 8 de setembro de 1943) foi um ator de cinema austríaco. Ele apareceu em 85 filmes entre 1914 e 1941.